# Галерија грбова Абхазије
Галерија грбова Абхазије обухвата актуелни Грб Абхазије, историјске грбове Абхазије и грб главног града Абхазије.

## Актуелни Грб Абхазије
- Грб Абхазије

## Историјски грбови Абхазије
- Грб Кнежевине Абхазије (1462—1864)
- Грб Совјетска Социјалистичка Република Абхазија (1921—1931)
- Грб Аутономне покрајине Абхазије у Грузији

## Грб главног града Абхазије
- Грб главног града Сухуми